# 俞藎
俞藎（1430年—1484年），字廷臣，浙江承宣布政使司嚴州府桐廬縣（今浙江省杭州市桐廬縣）人，明朝政治人物。天順甲申進士，成化間官至鄖陽府知府。

## 生平
天順六年壬午科浙江鄉試舉人，天順八年（1464年），聯捷甲申科進士。成化二年（1466年），试监察御史，改授監察御史，巡按真定、江西等處，治理外戚王氏、萬氏宗族恣橫罪。后因此連坐，貶為澧州判官。歷升茶陵縣知縣、安陸州知州，均有政績。太监韦贯奏為鄖陽府知府，成化二十年（1484年）致仕，七月，卒於歸鄉途中。

## 家族
有子俞諫，進士，官南京監察御史。